# Kοryfes orous Όrvilοs
Kοryfes orous Όrvilοs este o arie protejată (arie specială de conservare — SAC, sit de importanță comunitară — SCI) din Grecia întinsă pe o suprafață de 4.885,37 ha, integral pe uscat.

## Localizare
Centrul sitului Kοryfes orous Όrvilοs este situat la coordonatele 41°22′54″N 23°39′40″E / 41.381697°N 23.661096°E.

## Înființare
Situl Kοryfes orous Όrvilοs a fost declarat sit de importanță comunitară în august 1996 pentru a proteja 2 specii de plante și 5 specii de animale. Situl a fost protejat și ca arie specială de conservare în martie 2011.

## Biodiversitate
Situată în ecoregiunea mediteraneană, aria protejată conține 9 habitate naturale: Pajiști alpine și boreale, Matorral arborescenți cu Juniperus spp., Pajiști uscate din regiunea submediteraneeană estică (Scorzoneratalia villosae), Pante stâncoase calcaroase cu vegetație casmofită, Păduri de fag din Europa Centrală dezvoltate pe sol calcaros cu Cephalanthero-Fagion, Păduri de pini scoțieni din masivele Balcanilor și Rodopilor, Păduri de pin (sub-) mediteraneene cu pini negri endemici, Păduri de pin mediteraneene cu pini mezogeni endemici, Păduri de pin oro-mediteraneene de altitudine.
La baza desemnării sitului se află mai multe specii protejate:
- plante (2): Dactylorhiza kalopissii subsp. kalopissii, Gladiolus palustris
- amfibieni (1): izvoraș-cu-burta-galbenă (Bombina variegata)
- mamifere (2): vidră de râu (Lutra lutra), dihor pătat (Vormela peregusna)
- reptile (2): șarpele cu patru dungi (Elaphe quatuorlineata), Testudo graeca

Pe lângă speciile protejate, pe teritoriul sitului au mai fost identificate 46 de specii de plante, 2 specii de amfibieni, 6 specii de mamifere, 7 specii de reptile.